# Trdnjava Tighina
Trdnjava Tighina (romunsko Cetatea Tighina), turki so jo preimenovali v Trdnjava Bender ( (rusko Бенде́рская крепость, Bendérskaja krepos, turško Bender kalesi) je trdnjava iz 15. stoletja na desnem bregu reke Dnester v Benderju v Moldaviji, zgrajena iz zemlje in lesa v času vladavine princa Štefana Velikega. Leta 1538 jo je osvojil turški sultan Sulejman I. Veličastni, ki je ukazal, da jo pozidajo v kamen in povečajo. Je delno zapuščena vojaška zgradba, ki se uporablja kot muzej in mestni park.

## Zgodovina
Najstarejša omemba Tighine kot naselbine in carinske postaje najdemo v trgovskem privilegiju, ki ga je 6. oktobra 1408 podelil moldavski princ Aleksander Dobri trgovcem iz Lvova. Kasneje, skozi 15. in 16. stoletje, je ime Tighina pogosto zabeleženo v srednjeveških dokumentih. V moldavskih dokumentih, ki omenjajo kraj, je v Tighini, skupaj s kraljevo carino in prehodom, omenjena straža. V edini listini kneza Štefana Velikega (1457-1504), v kateri nastopa Tighina, je omenjena tudi straža.
Kar zadeva trdnjavo Tighina, so raziskovalci iz 19. stoletja po informacijah, ki so krožile v prejšnjih stoletjih, potrdili idejo, da so jo v 12. stoletju zgradili Genovežani, pa tudi trdnjavi Hotin in Cetatea Albă. Vojaški zgodovinar Aleksander Zaschuk je v arhitekturi notranje citadele videl izrazit zahodni značaj. Prvo in edino dokončno omembo obstoja same moldavske utrdbe, trdnjave (verjetno iz lesa in zemlje) najdemo v Moldavsko-poljski kroniki iz sredine 16. stoletja. Ob sklicevanju na osmanska osvajanja leta 1538 pripoveduje, da je turški sultan Süleyman "prevzel moldavsko trdnjavo Tighina."
Arheološke raziskave v omejenem obsegu, ki jih je leta 1969 opravil raziskovalec Ion Hîncu, so omogočile odkritje stanovanjskih kompleksov in obrambnega jarka iz 15.-16. stoletja. Arheološka izkopavanja so privedla do identifikacije utrdbe, verjetno iz lesa in zemlje, ki je bila pred poznejšo kamnito gradnjo. Površina dvorišča trdnjave okrogle ali jajčaste oblike je bila prekrita s plastjo pepela. Keramični in kovinski predmeti nosijo sledi ognja.
Trdnjavo, ki jo je obnovil Petru Rareș in jo leta 1538 osvojil turški sultan Sulejman Veličastni, je postala rezidenca turškega raja (nekdanjih ozemelj srednjeveških kneževin Vlaške in Moldavije). Njeno staro ime je nadomestilo novo Bender, kar pomeni »rečni pristan, privez«. V tem obdobju je Sulejman I. ukazal, da se trdnjava pozida v kamnu in poveča po načrtu arhitekta Sinana, obnovitvena dela pa so bila končana šele leta 1541.
Z lokalnimi viri in delom tamkajšnjih kmetov so Osmani utrdbo spremenili v dobro uveljavljeno bojno postojanko. V tistem času je bila trdnjava, zgrajena iz kamna, štirikotnik, ki je bil s treh strani obdan z zelo globokim jarkom.
Do konca 16. stoletja so moldavski odredi večkrat napadli trdnjavo Bender, vendar brez uspeha. Poleti 1574 jo je Janez III. Grozni oblegal s svojo vojsko. Nato je leta 1595 in 1600 Mihael Hrabri naredil dva poskusa, vendar nobeden od obeh vladarjev ni bil uspešen. Približno v istem času so Bender napadli Zaporoški kozaki. V letih 1705-1707 je dela krepitve te utrdbe posebnega vojaškega pomena za Turke nadaljeval knez Antioh Cantemir. V tej zadnji varianti je trdnjavo sestavljala ansambel 10 bastijonov in 11 stolpov, obdanih z istim tradicionalnim obrambnim jarkom.
Grenka usoda trdnjave, ki so ji vladali Turki, je kronist Miron Costin zapisal, da je »trdnjava Tighina zatemnela«. Zaradi treh rusko-turških vojn je prišla pod oblast Ruskega imperija, carskim generalom pa se je zdela zelo primerna za vojašnico. Od leta 1812 oziroma od druge polovice 19. stoletja je trdnjava Bender postopoma izgubljala svoj nekdanji strateški pomen.
Od leta 1991 je trdnjava pod nadzorom pridnestrskega separatističnega režima, ki jo je med letoma 2008 in 2012 obnovil.

## Opis
Objekt stoji na severnem obrobju mesta Tighina na vzvišeni legi na desnem bregu Dnestra, v bližini ovinka reke ter cestnih in železniških mostov. Trije deli, ki ga sestavljajo, zavzemajo površino približno 67 ha in so bili zgrajeni v zaporednih fazah, ki so skozi čas doživeli precejšnje arhitekturne spremembe tako pri utrdbah kot pri gradnji notranjih zgradb.

### Citadela
Citadela je najstarejši del trdnjave, ki jo je zgradil sultan Sulejman Veličastni v letih 1538-1539 na podlagi projekta, ki ga pripisujejo Sinānu: ima štiristranski tloris približno 100 x 80 m z dolgo stranjo obrnjeno proti severu in ga obroblja nazobčana obodna stena, ki je prepredena z osmimi stolpi, visokimi med 11 in 13 m in s premerom ali diagonalo med 12 in 13 m. Notranje dvorišče je dostopno skozi stolp z vrati - ki je v središču južne stene - v katerem je bila mošeja Sulejmana Veličastnega iz 16. stoletja, od katere je ohranjen mihrab, ki je v prvem nadstropju stavbe. Stolp, obnovljen v 18. stoletju, ima starodavni napis v zvezi z gradnjo citadele in je opremljen s streho z minaretom.
V smeri urinega kazalca od stolpa z vrati naletimo na Srednji stolp, ki se imenuje tako, ker se nahaja na točki, ki je enako oddaljena od robov zunanje trdnjave, s krožnim tlorisom in brez strehe, z neposrednim dostopom iz notranjega dvorišče. Naslednji stolpi so zahodni, severozahodni in severni: prvi in zadnji imata kvadratno zasnovo, s streho in dostopom z notranjega dvorišča, drugi brez teh dveh značilnosti in krožnega tlorisa. Tu je tudi Armenski stolp, edini v citadeli z osmerokotno zasnovo, ki so ga po starodavnem viru med leti 1512 in 1520 zgradili Tatari in nato vgradili v trdnjavo; ima streho, neposreden dostop z notranjega dvorišča, od leta 2012 pa je v njem muzej mučenja. Periplus dopolnjujeta jetniški stolp - kvadratnega tlorisa, s streho in brez neposrednega dostopa - in jugovzhodni stolp, s krožnim tlorisom, s streho in neposrednim dostopom z dvorišča, ki ga je med 1918 in 1919 uporabljala francoska vojska. Nekateri stolpi so bili poleg obrambne funkcije uporabljeni tudi za stanovanjske namene: to so zahodni, severozahodni in armenski.
V notranjosti citadele je sodobno lokostrelsko polje, ki služi kot strelišče in ena sama stavba: turška smodnišnica, v kateri je od leta 2008 zgodovinski muzej. Smodnišnica ima površino okoli 200 m² na dveh nivojih: v osmanski dobi je bilo pritličje uporabljeno kot skladišče, v kleti, razdeljeni na dva prostora, pa so hranili smodnik in razstrelivo. V 18. stoletju sta bila na notranjem dvorišču citadele tudi druga smodnišnica in arzenal.

### Spodnja trdnjava
Spodnja trdnjava je bila zgrajena za boljšo obrambo citadele - ki se je izkazala za ranljivo v prvih desetletjih svojega življenja - in jo je leta 1584 zgradil moldavski knez Petru Șchiopul po naročilu sultana Murata III.. Sestavljena je iz kvadratnega oboda, razporejenega okoli citadele, ki ga na vzhodu prečka obzidje, na drugih treh straneh pa velik jarek, ki je večinoma zapolnjen. V severovzhodnem vogalu je stolp utrdbe, nato pa - v smeri urinega kazalca - odsek obzidja vodi do stolpa strelcev, v katerem je mošeja Murada III., ki so jo uporabljali janičarji: tudi v tej je, tako kot v mošeji Sulejmana Veličastnega, ohranjen miḥrab, za streho pa je značilna streha z minaretom.
Za strelskim stolpom se zid upogne proti zahodu – na mestu, kjer je bil leta 1770 uničen tretji stolp – in ga prekinjajo vrata, obnovljena v 19. stoletju. Tik za obzidjem ga nadomesti edini del še obstoječega jarka, na katerem stoji opazovalni stolp, ki je bil v preteklosti opremljen z dvižnim mostom in se od leta 2008 uporablja kot prodajalna vstopnic za kompleks. Del jarka, ki je zdaj zapolnjen, je zaključil obhod citadele na zahodni in severni strani, obkrožil še prisotno manjšo pralnico in se ponovno pridružil vzhodnemu zidu tik pred stolpom utrdbe, na vrhu citadele, kjer je bil leta 2010 postavljen spomenik baronu iz Münchhausnu. Krona, ki deli vzhodno območje spodnje trdnjave na dve ravni in jo je v poznem 17. stoletju postavil inženir François Kaufir po naročilu sultana Selima III., iz 20. stoletja hrani več spomenikov: poleg že omenjenega je še v čast Orlikove ustave, doprsni kip Ivana Kotljarevskega in panteon doprsnih kipov ruskih vojaških poveljnikov, vključno z Mihailom Barclayem de Tollyjem, Mihailom Kutuzovim, Petrom Rumyancev, Aleksander Suvorov in Mihail Voroncov.
V preteklih stoletjih so prostor med obzidjem citadele in obodom spodnje trdnjave, obrobljene z obzidjem in jarkom, zasedle stavbe na vseh štirih straneh, vzhodni del pa je bil v osmanski dobi namenjen janičarjem. Leta 2017 so bile stavbe v spodnji trdnjavi omejene na dve vojašnici iz 19. stoletja, poleg Gregorjevih vrat, ki – zgrajena v poznem 18. stoletju in so severno od citadele – omogočajo komunikacijo med dvema nivojema spodnjega trdnjava.

### Zunanja trdnjava
Zunanja trdnjava je nastala v povezavi z naraščajočimi strahovi pred začetkom vojne s Poljsko v času vladavine sultana Ahmeda I., v letih 1617-1619. V naslednjih stoletjih je bilo njeno obzidje večkrat preurejeno, medtem ko je premoč notranjih struktur prešla s civilnih na vojaške in nazadnje na rekreacijske namene.

## Galerija
- Vzhodna stena
- Pogled čez Dnester
- Most čez dnester
- Model trdnjave iz 1790 v muzeju
- Severna stena
- Zahodna stena